# Strażnica (wojsko)
Strażnica – podstawowa komórka organizacyjna wojskowych formacji granicznych.

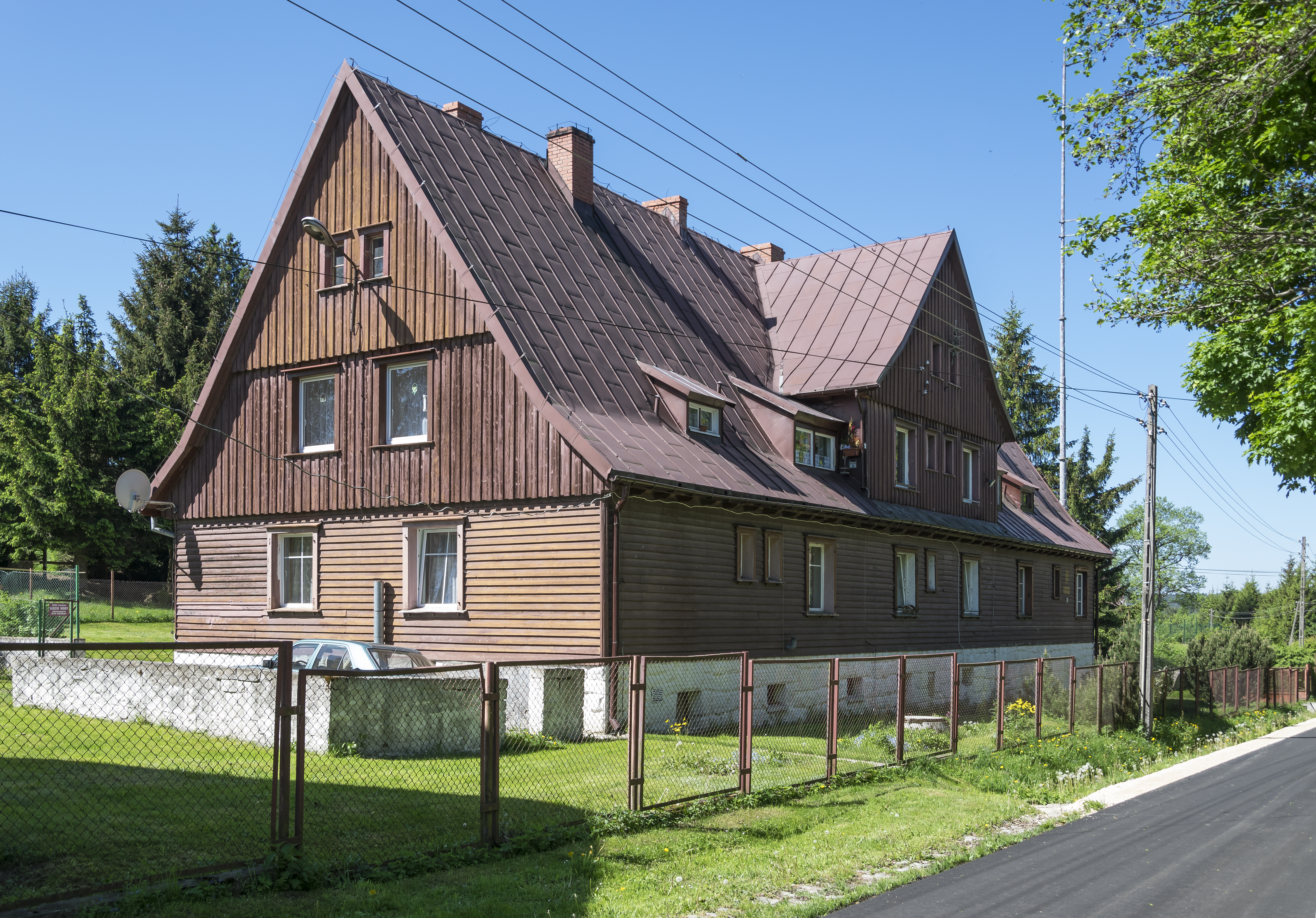
Dawna strażnica WOP w Lesicy w województwie dolnośląskim, w powiecie kłodzkim, w gminie Międzylesie

Pododdział WOP w sile kompanii wykonujący zadania bezpośrednio w ochronie granicy na odcinku od 8 do 15 kilometrów, poza przejściami granicznymi. Ze względu na trudne warunki terenowe strażnice mogły wystawiać placówki ochraniające granicę na odcinku od 3 do 7 kilometrów. Strażnice zazwyczaj podlegały pod dowódców komend odcinków lub batalionów WOP (OP)(KOP). Podlegały również bezpośrednio pod dowódców brygad WOP.
Strażnicą nazywano też budynek (grupę budynków), w którym mieścił się pododdział ochraniający przydzielony odcinek granicy państwowej

## Strażnice WOP
Rozkazem organizacyjnym naczelnego dowódcy WP nr 0245/org. z 13 września 1945 roku powołano Wojska Ochrony Pogranicza.  Do 1 października 1945 roku miano sformować Departament Wojsk Ochrony Pogranicza. Pośredni organ dowodzenia, wydziały WOP, organizowane były w nadgranicznych okręgach wojskowych. Sformowano łącznie sześć wydziałów służby pogranicza, jedenaście oddziałów ochrony pogranicza i siedemnaście samodzielnych kompanii łączności. Poszczególne oddziały ochrony pogranicza różniły się pod względem liczby komend odcinków i strażnic. Łącznie miały powstać 53 komendy odcinków oraz 249 strażnic.
W 1947 roku wprowadzono klasyfikację strażnic granicznych na:
- strażnice I kategorii – 55 wojskowych
- strażnice II kategorii – 43 wojskowych
- strażnice III kategorii – 31 wojskowych
- strażnice IV kategorii – 25 wojskowych

## Struktura organizacyjna strażnicy
W 1945 roku  stan etatowy strażnicy WOP był jednakowy i liczył 56 żołnierzy. Kierownictwo strażnicy stanowili: komendant strażnicy, zastępca komendanta do spraw polityczno-wychowawczych i zastępca do spraw zwiadu. Strażnica składała się z dwóch drużyn strzeleckich, drużyny fizylierów, drużyny łączności i gospodarczej. Etat przewidywał także instruktora do tresury psów służbowych oraz instruktora sanitarnego. Uzbrojenie strażnicy stanowiło: 3 pistolety, 25 pistoletów maszynowych, 2 ręczne karabiny maszynowe, 2 karabiny wyborowe, 23 karabiny, 7 szabli.
Jesienią 1946 roku nastąpiło zmniejszenie etatów strażnic z 56 do 47 żołnierzy. Między innymi zniesiono wówczas etaty zastępców dowódców strażnic ds. polityczno-wychowawczych. 
Struktura strażnicy I kategorii w latach 60.XX wieku
Dowódca strażnicy
- dowództwo strażnicy
  - zastępca dowódcy strażnicy do spraw politycznych
  - szef strażnicy
  - podoficer łączności
  - radiotelegrafista- konserwator urządzeń technicznych
- 1 pluton piechoty
  - trzy drużyny piechoty
- 2 pluton piechoty
- drużyna obsługi

Razem w strażnicy I kategorii  - 84 ludzi